# FIVB Volleyball World Grand Champions Cup 2013 (damer)
FIVB Volleyball World Grand Champions Cup 2013 hölls 12 till 17 november 2013 i Nagoya och Tokyo, Japan. Det var den sjätte upplagan av turneringen och sex landslag från FIVB:s medlemsförbund deltog. Brasilien vann tävlingen för andra gången. Fabiana Claudino utsågs till mest värdefulla spelare.

## Arenor[2]
|                                                                            |                                                                         |  |
|                                                                            |                                                                         |  |
| Nagoya Civic General Gymnasium Stad: Nagoya Kapacitet: 10 000 Öppnad: 1987 | Tokyo Metropolitan Gymnasium Stad: Tokyo Kapacitet: 10 000 Öppnad: 1954 |  |

## Regelverk

### Format
Tävlingen genomfördes i form av seriespel.

### Metod för att bestämma tabellplacering
Om slutresultatet blev 3-0 eller 3-1 tilldelades 3 poäng till det vinnande laget och 0 till det förlorande laget, om slutresultatet blev 3-2 tilldelades 2 poäng till det vinnande laget och 1 till det förlorande laget. 
Rankningsordningen i serien definierades utifrån:
- Poäng
- Kvot vunna / förlorade set
- Kvot vunna / förlorade poäng.
- Inbördes möte(n)

## Deltagande lag[3]
| Lag                     | Turnering                             | Deltog senast |
| ----------------------- | ------------------------------------- | ------------- |
| Brasilien               | 1:a sydamerikanska mästerskapet 2013  | Japan 2009    |
| Japan                   | Värdland                              | Japan 2009    |
| Dominikanska republiken | Wild card                             | Japan 2009    |
| Ryssland                | 1:a EM 2013                           | Japan 2001    |
| USA                     | 1:a nordamerikanska mästerskapet 2013 | Japan 2005    |
| Thailand                | 1:a asiatiska mästerskapet 2013       | Japan 2009    |

## Turneringen[4][5]

### Resultat
| 12 november 2013 Nagoya Civic General Gymnasium, Nagoya Speltid: 1h:26 - Åskådare: 850   | Thailand                | 0 - 3 | Dominikanska republiken | 23-25, 21-25, 23-25               |
| 12 november 2013 Nagoya Civic General Gymnasium, Nagoya Speltid: 1h:34 - Åskådare: 2 000 | USA                     | 0 - 3 | Brasilien               | 24-26, 24-26, 20-25               |
| 12 november 2013 Nagoya Civic General Gymnasium, Nagoya Speltid: 2h:18 - Åskådare: 6 500 | Japan                   | 3 - 1 | Ryssland                | 25-20, 26-28, 25-16, 26-24        |
| 13 november 2013 Nagoya Civic General Gymnasium, Nagoya Speltid: 1h:22 - Åskådare: 650   | Brasilien               | 3 - 0 | Thailand                | 25-18, 25-17, 25-17               |
| 13 november 2013 Nagoya Civic General Gymnasium, Nagoya Speltid: 1h:54 - Åskådare: 1 100 | Ryssland                | 3 - 1 | Dominikanska republiken | 25-14, 22-25, 25-23, 25-15        |
| 13 november 2013 Nagoya Civic General Gymnasium, Nagoya Speltid: 2h:02 - Åskådare: 8 000 | Japan                   | 1 - 3 | USA                     | 19-25, 19-25, 25-19, 21-25        |
| 15 november 2013 Tokyo Metropolitan Gymnasium, Tokyo Speltid: 1h:45 - Åskådare: 1 600    | Dominikanska republiken | 1 - 3 | Brasilien               | 20-25, 15-25, 25-22, 19-25        |
| 15 november 2013 Tokyo Metropolitan Gymnasium, Tokyo Speltid: 2h:14 - Åskådare: 3 500    | USA                     | 3 - 2 | Ryssland                | 16-25, 25-22, 25-19, 24-26, 15-13 |
| 15 november 2013 Tokyo Metropolitan Gymnasium, Tokyo Speltid: 1h:40 - Åskådare: 8 500    | Thailand                | 0 - 3 | Japan                   | 20-25, 27-29, 22-25               |
| 16 november 2013 Tokyo Metropolitan Gymnasium, Tokyo Speltid: 2h:08 - Åskådare: 1 800    | USA                     | 3 - 2 | Thailand                | 13-25, 27-25, 25-22, 21-25, 15-13 |
| 16 november 2013 Tokyo Metropolitan Gymnasium, Tokyo Speltid: 1h:51 - Åskådare: 6 000    | Ryssland                | 1 - 3 | Brasilien               | 25-18, 18-25, 22-25, 19-25        |
| 16 november 2013 Tokyo Metropolitan Gymnasium, Tokyo Speltid: 1h:38 - Åskådare: 10 000   | Japan                   | 3 - 0 | Dominikanska republiken | 25-17, 25-19, 29-27               |
| 17 november 2013 Tokyo Metropolitan Gymnasium, Tokyo Speltid: 1h:45 - Åskådare: 2 400    | Dominikanska republiken | 1 - 3 | USA                     | 14-25, 16-25, 25-21, 18-25        |
| 17 november 2013 Tokyo Metropolitan Gymnasium, Tokyo Speltid: 1h:48 - Åskådare: 2 200    | Thailand                | 3 - 1 | Ryssland                | 18-25, 25-22, 25-21, 25-23        |
| 17 november 2013 Tokyo Metropolitan Gymnasium, Tokyo Speltid: 1h:40 - Åskådare: 10 000   | Brasilien               | 3 - 0 | Japan                   | 29-27, 25-14, 25-18               |

### Sluttabell
| Pos. | Lag                     | Pt | M | V | F | SV | SF | Kvot  | PV  | PF  | Kvot  |
| ---- | ----------------------- | -- | - | - | - | -- | -- | ----- | --- | --- | ----- |
| 1    | Brasilien               | 15 | 5 | 5 | 0 | 15 | 2  | 7.500 | 421 | 342 | 1.231 |
| 2    | USA                     | 10 | 5 | 4 | 1 | 12 | 9  | 1.333 | 464 | 449 | 1.033 |
| 3    | Japan                   | 9  | 5 | 3 | 2 | 10 | 7  | 1.429 | 403 | 393 | 1.025 |
| 4    | Ryssland                | 4  | 5 | 1 | 4 | 8  | 13 | 0.615 | 465 | 470 | 0.989 |
| 5    | Thailand                | 4  | 5 | 1 | 4 | 5  | 13 | 0.385 | 391 | 421 | 0.929 |
| 6    | Dominikanska republiken | 3  | 5 | 1 | 4 | 6  | 12 | 0.500 | 367 | 436 | 0.842 |

## Slutplaceringar
| Pos | Lag                     |
| --- | ----------------------- |
|     | Brasilien               |
|     | USA                     |
|     | Japan                   |
| 4   | Ryssland                |
| 5   | Thailand                |
| 6   | Dominikanska republiken |

## Individuella utmärkelser[6]
| Utmärkelse              | Namn              | Lag                     |
| ----------------------- | ----------------- | ----------------------- |
| Mest värdefulla spelare | Fabiana Claudino  | Brasilien               |
| Bästa passare           | Hitomi Nakamichi  | Japan                   |
| Bästa högerspiker       | Gina Mambrú       | Dominikanska republiken |
| Bästa vänsterspiker     | Onuma Sittirak    | Thailand                |
| Bästa vänsterspiker     | Saori Sakoda      | Japan                   |
| Bästa center            | Pleumjit Thinkaow | Thailand                |
| Bästa center            | Julija Sedova     | Ryssland                |
| Bästa libero            | Arisa Satō        | Japan                   |